# Cameramuseum Zierikzee
Cameramuseum Zierikzee is een museum in de Nederlandse stad Zierikzee, gewijd aan de geschiedenis en techniek van de fotografie. Het museum heeft een uitgebreide collectie camera's en fotografiegerelateerde objecten en biedt inzicht in zowel de technische als artistieke kant van het vak. Het museum is een zgn. ANBI-stichting en vrijwilligers zorgen voor beheer en exploitatie.

## Geschiedenis
Stichting Cameramuseum Zierikzee werd opgericht in 2010 door Bob en Tonny Noomen en Marieke Bos. Het museum betrok in 2012 een pand in Zierikzee. Na een periode van tijdelijke sluiting vanwege de verkoop van het oorspronkelijke onderkomen vond het museum in 2022 een nieuwe locatie; een winkelpand aan de Korte Sint Janstraat 2-5 in het centrum van de stad. Sindsdien is de collectie verder uitgebreid en zijn er thematische tentoonstellingen georganiseerd.

## Collectie
Het museum beheert een collectie van meer dan 4.000 camera’s, van antieke houten toestellen uit de 19e eeuw tot moderne analoge en digitale exemplaren. Een bijzonder onderdeel van de collectie bestaat uit camera’s van Johannes Vijverberg (1880–1965), een hoofdonderwijzer en vogelfotograaf uit Noordgouwe, die zijn eigen camera’s bouwde.
Naast camera’s bevat de collectie:
- een werkende donkere kamer voor demonstraties van het ontwikkelproces,
- een fotostudio die is ingericht zoals in ca. 1910 waar bezoekers zich kunnen laten fotograferen in Zeeuwse daagse klederdracht,
- diverse apparaten voor stereofotografie en dia-projectie.

Ook wordt er aandacht besteed aan fotografen van Schouwen-Duiveland en hun werk.

## Fotogalerij

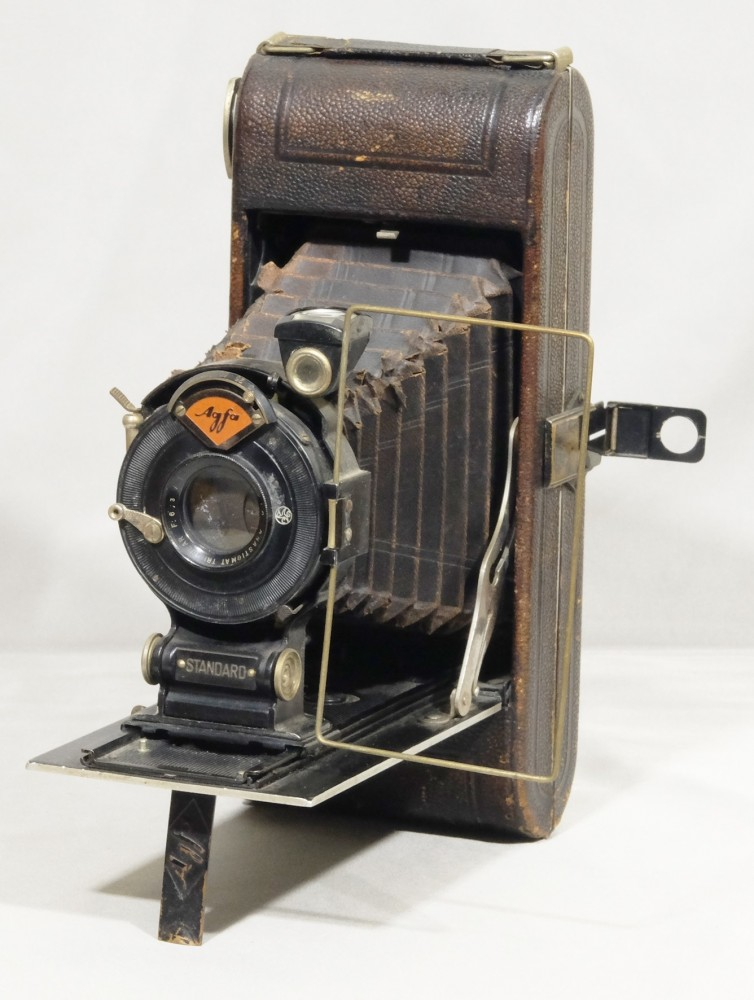
Agfa camera
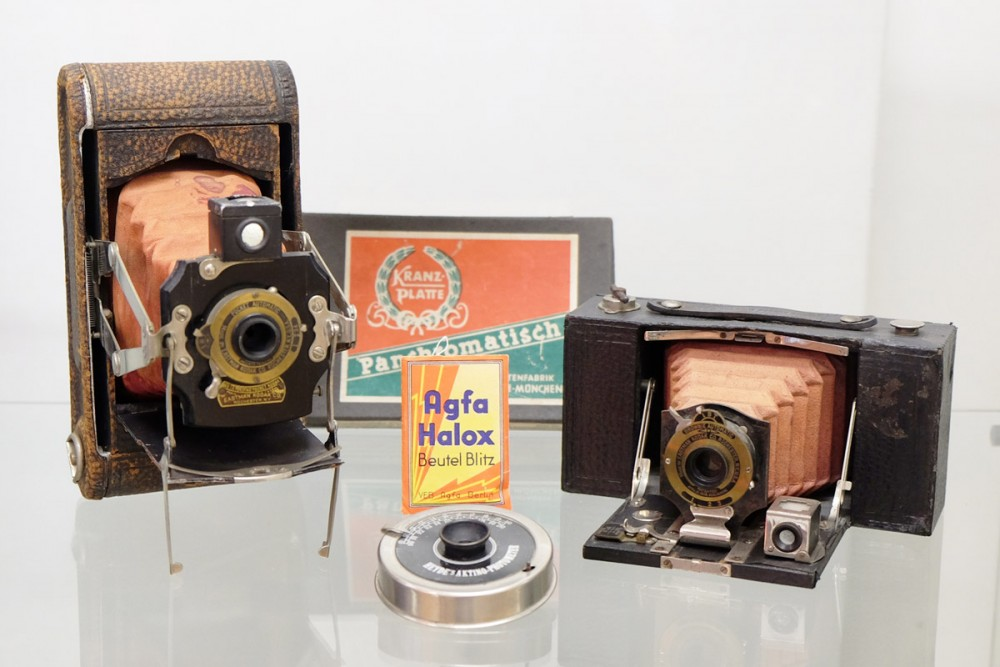
Impressie cameramuseum
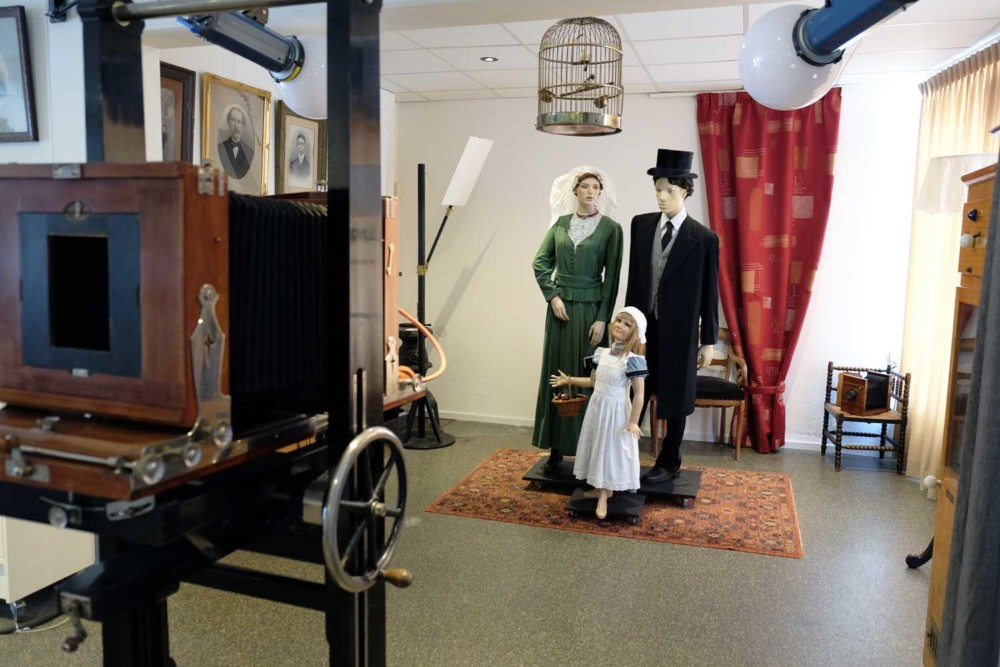
Studio in cameramuseum
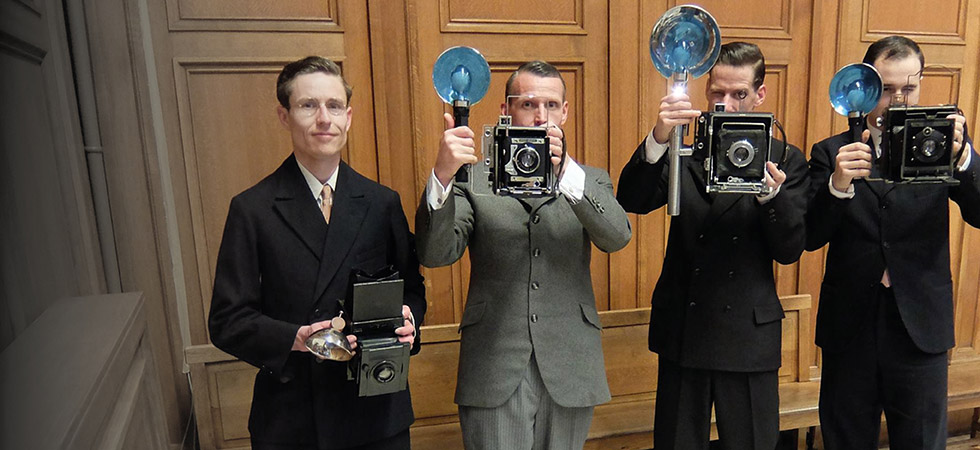
Verhuur apparatuur

## Activiteiten
Het museum organiseert educatieve programma’s, workshops en rondleidingen voor scholen en belangstellenden. Er zijn tijdelijke tentoonstellingen die thematisch aansluiten bij de collectie of de fotografiegeschiedenis.

## Verhuur
Voor het gebruik van apparatuur (denk bijv. aan historische camera's) in TV-series, speelfilms enz. kan dit worden gehuurd.De opbrengst komt weer volledig ten goede van het museum.